# Gustav Hetsch
Gustav Stefan Peter Nyeland Hetsch, född 27 februari 1867 på Frederiksberg, död 2 mars 1935, var en dansk musikkritiker. Han var son till Christian Hetsch.
Hetsch blev student 1885, candidatus philosophiæ 1886 och var elev till Otto Malling. Han var musikanmälare vid Dagens Nyheder och Nationaltidende (1893) samt redaktör för pressens almanacka Danmark. Han utgav mindre biografier över Joseph Haydn (1900) och Ludwig van Beethoven (1902) samt De syv Slørs Dans (1915) och historiken Det kongelige danske Musikkonservatorium 1867–1917 (1917).